# Literatura LGBT de Islandia
La literatura LGBT de Islandia comprende las obras literarias escritas por autores islandeses que involucren tramas, temáticas o personajes que formen parte o estén relacionadas con la diversidad sexual. Las primeras referencias literarias en Islandia sobre la homosexualidad se encuentran en las sagas de los islandeses, en particular en obras como la Saga de Njál, cuyo protagonista tiene una amistad con un hombre llamado Gunnar, que algunos investigadores han calificado de homoerótica.
Durante el siglo XX, una de las figuras más destacadas en el área fue el escritor bisexual Elías Mar, quien, durante la década de 1940, publicó varias novelas con personajes que mostraban conflictos internos que algunos críticos han interpretado como producto de su homosexualidad reprimida, en particular Man eg þig löngum (1949), cuyo protagonista es un muchacho atormentado por sentirse «diferente» y que posteriormente recibe insinuaciones sexuales por parte de un hombre que lo lleva a su casa. En 1960, Mar publicó además el cuento «Saman lagt spott og speki», considerada la primera obra literaria islandesa de temática abiertamente homosexual. Otros autores de obras LGBT destacadas en el siglo XX fueron Guðbergur Bergsson, Nína Björk Árnadóttir y Vigdís Grímsdóttir.
El siglo XXI ha visto la aparición de un creciente número de obras con temáticas LGBT, de la mano de autores como Jónína Leósdóttir, Lilja Sigurdardottir o Sjón, que han explorado la temática en géneros como la literatura juvenil y la novela policíaca.

## Edad Media

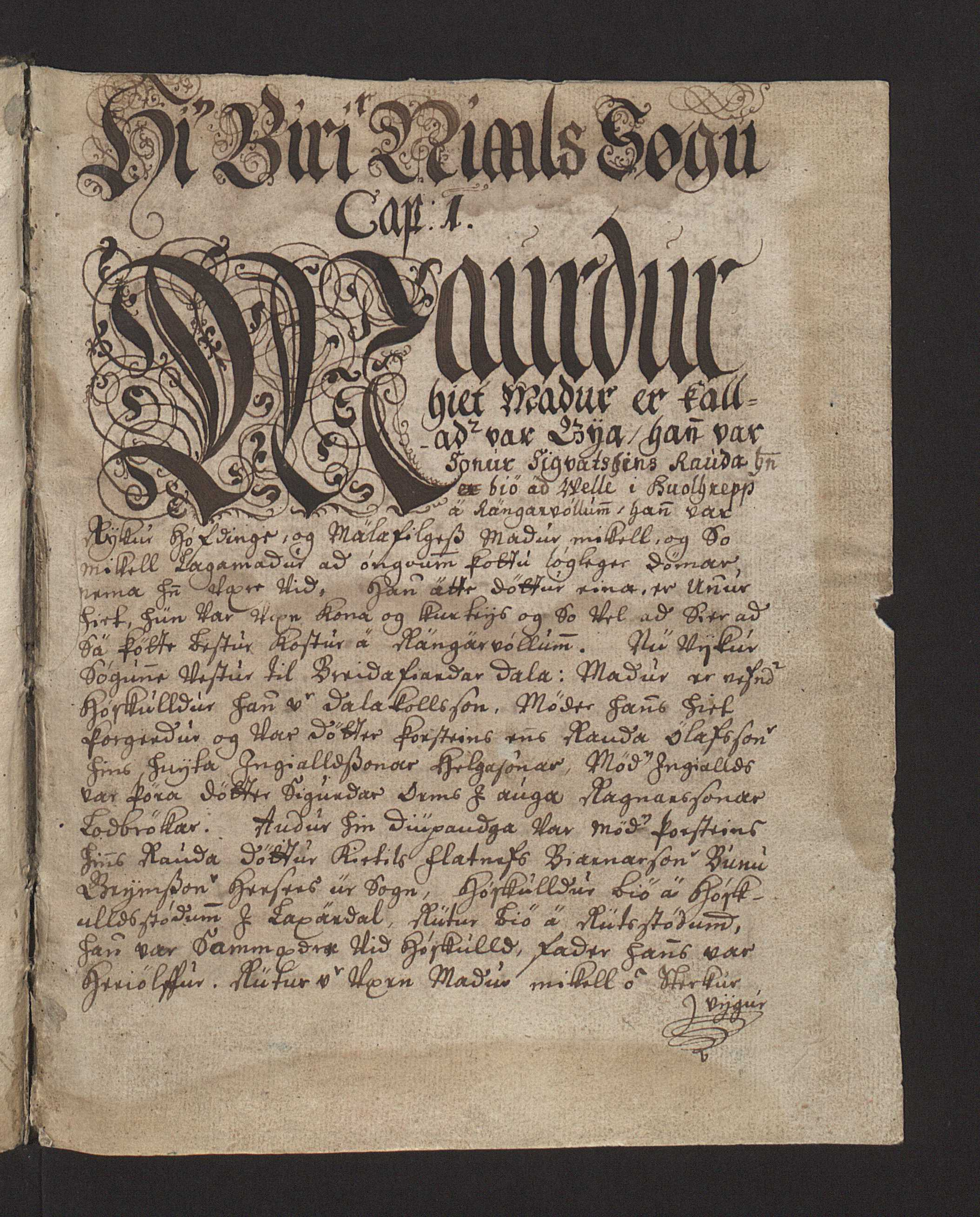
Página de la Saga de Njál.

Las más antiguas referencias literarias sobre homosexualidad en Islandia se encuentran en las sagas de los islandeses, textos escritos durante la Edad Media que incluyen los términos «ragur», «stroðinn» y «sorðinn», utilizados para señalar a hombres considerados afeminados, cobardes u homosexuales. Algunos investigadores modernos, entre ellos el catedrático Óttar Guðmundsson, han identificado elementos homoeróticos en obras como la Saga de Njál, en particular en la relación del protagonista y su amigo Gunnar. Esta saga era el libro favorito de la comunidad LGBT islandesa a mediados del siglo XX justamente por la relación entre estos dos personajes.
En la misma saga, aparecen los héroes Flosi Þórðarson y Gudmundur Eyjólfsson, que son acusados de ser homosexuales. Aunque académicos han considerado tradicionalmente que la acusación carece de fundamento, hay indicios que indican que, al menos en el caso de Gudmundur, podría ser cierta. En la Saga Ljósvetninga, se cuenta que Gudmundur solía alojar a los hijos varones de nobles y que los trataba tan bien, que «su única tarea era cenar a su lado». La saga también menciona a Þorbjörn el débil, un hombre descrito como malo para los trabajos y las peleas, pero con quien Gudmundur tiene una relación cercana y a quien contrata con el único encargo de «bañarse con su amo». Cuando Þorbjörn es asesinado, el skyr que había ingerido poco antes empieza a brotar de su herida, lo que parece ser una alusión al semen de Gudmundur, que Þorbjörn también habría probado.

## SigloXX
En 1927, el escritor y futuro Premio Nobel Halldór Laxness publicó la novela Vefarinn mikli frá Kasmír, en la que incluyó una de las referencias más tempranas a la homosexualidad en la literatura islandesa moderna. La obra sigue la historia de Steinn Elliði, un joven inestable que viaja alrededor de Europa en busca de su lugar en el mundo y que, en varios pasajes, recuenta sus experiencias sexuales desinhibidas. En uno de ellos menciona, a pesar de ser heterosexual, que el sexo entre hombres representaba «la más grande gratificación sexual». Este pasaje recibió elogios y críticas en las reseñas islandesas por su carácter de símbolo de la modernidad europea, que era un paradigma al que muchos en Islandia se oponían mientras otros celebraban. El mismo Laxness había escrito una carta dos años antes en la que había declarado, en referencia al carácter moderno que estaba alcanzando la capital: «Reikiavik ha obtenido repentinamente todo lo que le conviene a una ciudad cosmopolita, no solo una universidad y cines, sino también fútbol y homosexualidad».
A mediados del siglo XX, destaca la figura del escritor bisexual Elías Mar, quien escribió varias obras con protagonistas que mostraban deseos homoeróticos. Algunas referencias a estas temáticas aparecen desde sus primeras novelas, aunque no de forma directa. Eftir örstuttan leik (1946) cuenta en primera persona la historia de Þórhall, un estudiante veinteañero conocido como Bubba que habita en Reikiavik y que sufre una crisis existencial por no poder acoplarse a las expectativas sociales sobre él. Aunque la obra no incluye referencias directas a la homosexualidad, críticos contemporáneos han encontrado en los conflictos internos del protagonista y sus relaciones caóticas con mujeres, señales que indicarían un deseo homosexual reprimido.
En Man eg þig löngum (1949), las referencias son un poco más claras. Halldór, el protagonista de la novela, es un joven originario de una aldea de pescadores que es enviado a estudiar a la capital debido a su gusto por los libros. Durante su tiempo en un internado, Halldór se siente atormentado por sentirse «diferente» y por no poder ser el tipo de hombre que se espera de él. Uno de sus amigos, llamado Boas, le insiste en que lea el libro Uranie, de Camille Flammarion, que mostraba a personajes que amaban y experimentaban sus géneros de forma distinta a los terrícolas, además de la referencia en el nombre al uranismo. Al final de la novela, Halldór recibe insinuaciones sexuales de un hombre que lo lleva a su casa y, aunque por un momento piensa en quedarse, finalmente escapa del lugar. Años después, Mar aseveró que Man eg þig löngum debía haber tenido una segunda parte en la que Halldór salía del armario y se volvía escritor. La académica Ásta Kristín Benediktsdóttir encontró además características autobiográficas de Mar en Halldór.
En agosto de 1950, Mar escribió un artículo para la revista Líf og list titulado «Un episodio desde el imperio de Londres» en el que llamó a aceptar la diversidad de la humanidad, incluyendo a las personas transexuales y al «amor que no osa decir su nombre». Este texto marcó un hito al ser la primera vez que una persona LGBT islandesa publicaba un escrito en que hablaba de forma positiva de la homosexualidad. Del lado de la ficción, no sería hasta 1960 que Mar publicaría una obra literaria que tratara directamente la homosexualidad, el cuento «Saman lagt spott og speki», que también es considerada la obra literaria islandesa más antigua en tratar abiertamente el tema.
Mar también dejó entrever en su poesía el conflicto que le producía su identidad sexual durante su etapa adolescente, como deja ver el poema «Sálrænt kvæð», escrito en abril de 1943 y que incluye los versos:

¿Soy un hombre o una mujer?
¿Puedo vivir como un hombre?
¿Hay alguien a quien le importe o que juzgue?
¿Tiene sentido tener estos pensamientos?

Durante la década de 1990, se publicaron tres novelas influyentes en la literatura LGBT local: Sú kvalda ást sem hugarfylgsnin geyma (1993) de Guðbergur Bergsson, Þriðja astin (1995) de Nína Björk Árnadóttir y Z ástarsaga (1996) de Vigdís Grímsdóttir. La novela de Bergsson, que el catedrático Hallberg Hallmundsson calificó como la «más placentera» de sus obras, sigue en forma de entradas de diario la vida de un hombre casado que reflexiona con irreverencia sobre varios temas, entre ellos el amor, y que alquila una habitación para poder tener relaciones sexuales con su amante, que también es un hombre casado. Otra autora de la época de gran importancia en la temática es Kristín Ómarsdóttir, quien, en años posteriores, continuó publicando novelas con personajes LGBT como Milla (2012), nominada al Premio Literario de Islandia, que sigue la historia de una joven lesbiana de origen asiático que trabaja como bibliotecaria en el Reikiavik de finales del siglo XX e inicia una relación con una mujer llamada María.

## SigloXXI

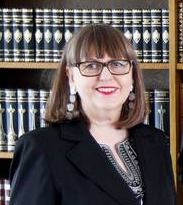
Jónína Leósdóttir en 2011.

Entre 2007 a 2009, la escritora Jónína Leósdóttir —esposa de la ex primera ministra Jóhanna Sigurðardóttir— publicó una serie de tres novelas juveniles en que la protagonista poco a poco se da cuenta de que es lesbiana. Esta trilogía, que Leósdóttir inició en 2007 con el lanzamiento de Kossar og ólífur, es considerada una de las mejores obras de la literatura LGBT juvenil islandesa.
En 2013, el escritor surrealista Sjón publicó la novela Mánasteinn, que, al momento de su aparición, fue calificada como «el libro más gay en la historia de Islandia» debido a su descripción explícita de relaciones sexuales entre hombres. Narra la historia de Máni Steinn, un muchacho gay cinéfilo de 16 años que vive en el Reikiavik de 1918 durante la pandemia de la gripe española. Sjón dedicó la novela a su tío, que murió en 1993 por complicaciones a causa del VIH/sida. La novela recibió elogios de la crítica y su edición en inglés fue nombrada como una de las obras del año por el diario británico Financial Times.
A partir de la década de 2010, algunos autores locales han resaltado en el género del romance erótico gay, como Erica Pike, quien alcanzó éxito con su serie de libros de romances gais situados en Estados Unidos. También ha habido una mayor exploración de temáticas lésbicas en la literatura, entre las que se puede mencionar la trilogía de Novelas policíacas Reykjavík Noir (2015-2017) de la escritora Lilja Sigurdardottir, que años antes había sido la vicedirectora de la organización LGBT Samtökin '78; o la novela histórica Að eilífu ástin (2018) de Fríða Bonnie Andersen, que explora una relación lésbica durante las primeras décadas del siglo XX.
Del lado del teatro, un ejemplo es la obra Góða ferð inn í gömul sár (2023), de Eva Rún Snorradóttir, que aborda la epidemia del VIH en Islandia durante las décadas de 1980 y 1990, en particular a través de las experiencias de las personas LGBT de la época.